# Libro tibetano de los muertos
El Bardo thodol (tibetano: བར་དོ་ཐོས་གྲོལ, wylie: bar-do thos-grol, ZWPY: Pardo Toichoi, dialecto de Lhasa AFI: pʰàrdo tʰǿɖøl) ―en español: "La liberación por audición durante el estado intermedio" o "Libro de los estados intermedios", erróneamente conocido en Occidente como El libro tibetano de los muertos― es una guía de instrucciones para los moribundos y los muertos que ―según la creencia del budismo tántrico del Tíbet― permite alcanzar la iluminación (nirvana) durante el periodo inmediato posterior a la muerte y por algunos días más, a fin de evitar renacer e ingresar nuevamente al samsara, pues se considera que la muerte dura 49 días y después de ello sobreviene un renacimiento en el ciclo de la reencarnación. Así, el texto da algunas recomendaciones a tener en cuenta durante ese ‘período intermedio’ conocido bajo el nombre tibetano de bardo.
La tradición del budismo tibetano considera a este texto como uno de los «tesoros de tierra» (gter ma), cuya autoría se atribuye a Padmasambhava en el siglo VIII, pero que fue descubierto en una gruta por Karma Lingpa en el siglo XIV. En Occidente fue dado a conocer, por primera vez, a través de la traducción al inglés realizada por Walter Evans-Wentz en 1927.

## Etimología

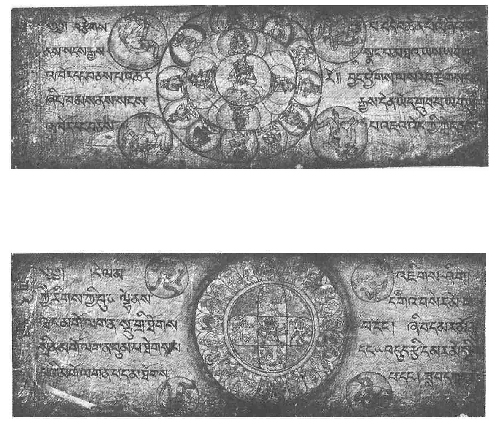
Manuscrito del Bardo thodol.

El término Bar-do thos-grol chen-mo, está compuesto por los términos:
- bar do (བར་དོ་), que significa ‘medio’, ‘intermedio’ o ‘liminar’, ya que está formado por las partículas bar (བར་), que significa ‘entre’ o ‘a la mitad’; y do (དོ་), que significa ‘dos’.[1]
- thos grol (ཐོས་གྲོལ་), que significa ‘liberación a través de la audición’, ya que thos (ཐོས་) significa ‘escucha’ o ‘audición’, aunque también, ‘aprendizaje’ o ‘comprensión’, mientras que grol (གྲོལ་), significa ‘liberación’ o ‘libertad’.[2][3]
- chen mo (ཆེན་མོ་), que significa ‘grande’.

Si bien el nombre más común con el cual se traduce esta guía es el primigenio Libro tibetano de los muertos, esto ha sido criticado por historiadores de la cultura tibetana como Robert Thurman, quien ha propuesto una nomenclatura más aproximada (dada la dificultad de traducción del idioma tibetano) como ‘el gran libro de la liberación natural mediante la comprensión en el estado intermedio’, esto sucede ya que el libro en sí no habla solamente de la muerte sino ampliamente del estado intermedio (bardo) y funciona como guía para la vida.

## Descripción
Según la tradición, el libro fue escrito por Padma Sambhava, fundador del lamaísmo, y escondido como una terma. La primera parte («Estado transitorio del momento de la muerte») describe el momento de la muerte; la segunda («Estado transitorio de la realidad») trata acerca del momento inmediato después de fallecer, de las ilusiones de Mara que se presentan en este estado, tales como las deidades iracundas para los  creyentes budistas; y la tercera parte («Estado transitorio del renacimiento»), maneja las cuestiones prenatales, incluyendo el nacimiento de los instintos.